# Hanabi
A Hanabi egy kooperatív kártyajáték, amelyet Antoine Bauza tervezett, és 2013-ban elnyerte a Spiel des Jahres díjat. A játék különlegessége, hogy a játékosok nem látják a saját lapjaikat, csak a többiekét, és egymásnak kell segíteniük a megfelelő lapok kijátszásában.
A Hanabi tehát egyike a kooperatív játékoknak, melyben a játékosok nem egymás ellen, hanem együtt dolgoznak a nyerés érdekében. Ezekben a játékokban a csapat együtt nyer vagy veszít, így a hangsúly az együttműködésen, a stratégián és a kommunikáción van.

## A játék tematikája
A .Hanabi. (花火) egy japán szó, amely szó szerint „virág” (花, hana) és „tűz” (火, hi/bi) jelentésű karakterekből áll. Együttesen „tűzijátékot” jelent.
Japánban a hanabi nagy hagyománnyal bír, különösen a nyári fesztiválok során, amikor hatalmas tűzijátékokat rendeznek. A játék is erre a koncepcióra épül: a játékosok együtt próbálnak egy tökéletes tűzijátékot összeállítani, és a különböző színű tűzijátékokat jelképező lapokat növekvő sorrendben kijásztani. 
Az alapjátékban ehhez 5 különböző színű (fehér, sárga, piros, kék, zöld) lap van, melyet a haladóknak ajánlott verzióban kiegészít egy hatodik szín: a szivárvány szín. 

## A játék lapjai
A Hanabi kártyajátékban a kártyák tehát öt (vagy hat) különböző színűek, és minden színben az 1-től 5-ig terjedő számok szerepelnek.

### Alapjáték színei
1. Fehér
2. Piros
3. Kék
4. Sárga
5. Zöld

### Extra szín (Hanabi Deluxe vagy Hanabi Extra változatban)
1. Szivárvány – Ez egy különleges szín, amely bizonyos változatokban szerepel, és nehezíti a játékot.

Minden színhez 10 lap tartozik:
- 1-esből három darab
- 2-esből, 3-asból, és 4-esből kettő-kettő
- 5-ösből csak egy

A cél az, hogy a játékosok együtt minden színből 1-től 5-ig sorban lerakják a játékosok anélkül, hogy látnák a saját lapjaikat.

## Pontozás
A Hanabi pontozása egyszerű, és attól függ, hogy a játékosok milyen sikeresen építették fel a tűzijátékot.

### Pontozási rendszer
- A játék végén össze kell adni az asztalon lévő legmagasabb értékű lapokat minden színből.
- A maximális pontszám 25 pont (ha minden színből sikerült 1-től 5-ig teljes sorozatot felépíteni).
- Ha a játékosok nem tudják teljesen felépíteni a tűzijátékot, akkor az elért pontszám alapján értékelhetik a teljesítményüket.

Kezdők között jó eredménynek számít a 20 feletti pontszám, a profik azonban nem elégszenek meg a maximális 25-nél kevesebbel.

## A játék menete

### Játék előkészítése
- Kártyák előkészítése: Keverd meg a paklit.
- Lapok kiosztása:
  - 2-3 játékos: 5 lapot kap mindenki.
  - 4-5 játékos: 4 lapot kap mindenki.
- Információzsetonok: 8 (a fizikai játékban kék) zsetonnal kezdtek. Ezeket használhatjátok információadásra. Minden információadás után a zsetont félre kell tenni.
- Hibazsetonok: 3 piros zseton jelzi a hibákat. Ha elfogynak, a játék azonnal véget ér.

### A játékosok lehetőségei:
A játékot egy véletlenszerűen kiválasztott játékos kezdi. A játékosok egymás után lépnek, és a körükben egy akciót hajthatnak végre az alábbi három közül:

#### Információ adása
- Egy információzseton elköltésével segíthetsz egy másik játékosnak.
- Csak egy konkrét számról vagy egy konkrét színről adhatsz információt. Például: "Ezek a lapjaid pirosak." VAGY "Ez és ez a lapod 3-as."
- Azaz nem mondhatod meg, hogy melyik lapot érdemes kijátszani, csak az adott számú vagy színű összes kártyát jelölheted meg.
- Fontos: Ha elfogynak az információzsetonok, előbb vissza kell szerezned egyet, mielőtt új információt adhatsz.

#### Kártya kijátszása
- A játékos kiválaszt egy saját lapot (amit nem lát) és leteszi.
- Ha helyes sorrendben illeszkedik a tűzijátékhoz, akkor sikeres a lépés.
- Ha nem illeszkedik (azaz nem a soron következő, 1-el nagyobb lap), hibazsetont kaptok, és a lap megy a dobópakliba.
- Ha egy tűzijáték eléri az 5-ös szintet, visszakaptok egy információzsetont.

#### Kártya eldobása
- A játékos eldob egy lapot, hogy visszaszerezzen egy információzsetont.
- Az eldobott lap kikerül a játékból, így fontos, hogy ne dobjatok el olyan lapot, ami később kellhet!

### A játék vége
A játék háromféleképpen érhet véget:
- Ha a csapat három hibazsetont gyűjt: ekkor a tűzijáték kudarcba fullad, és a játék azonnal véget ér. Vesztettetek.
- Ha a játékosok kijátszanak minden színből egy teljes sorozatot (1-5). Ekkor maximális ponttal nyertetek.
- Ha az utolsó lapot is kihúzzátok a pakliból. Ekkor minden játékos még egy utolsó kört játszhat, majd a pontokat összeszámoljátok.

## Alapelvek
A Hanabi nem egyszerű játék, de ha néhány alapelvet minden játékos betart, akkor hatékonyabb lesz az együttműködés. Ehhez elsőként tanuld meg az alapokat: 

### Dobólap
A Dobólap a legrégebbi olyan kártya, amiről még nem kaptál információt. 
A Hanabiban a játékosok rendszeresen dobnak el kártyákat a kezükből, hogy információzsetonokat szerezzenek a csapat számára. De melyik kártyát kell eldobniuk? A játékos kezében a jobb szélső, még ismeretlen (azaz információ nélküli) kártyát "dobólap"-nak nevezzük. Amikor egy játékosnak el kell dobnia egy lapot, ezt a Dobólapot kell eldobnia. Ehhez természetesen a kártyákat a kézben érdemes érkezési sorrendben tartani és kezelni:
- az újonnan húzott lapokat a kézben bal oldalra tenni,
- és dobás esetén a még információ nélküli legjobboldalibb lapot eldobni.

Így mindenki előre kiszámítható módon dob el kártyákat, és a többiek tudják, hogy melyik lap van az eldobás szempontjából legközelebb "veszélyben".

### Információ adása és kapása
Kétféle célból adhatsz és kaphatsz információt:
- Lap kijátszása – arról szól, hogy egy adott lap kijátszható.
- Lapmentés – arról értesít, hogy egy kártyát nem szabad eldobni, félre kell tenni későbbre.

Információt adni sokba kerül: egy tokenbe, amit csak egy lap eldobozásával lehet visszakapni, ezzel pedig eltelik egy értékes kör a játékból, azaz fogy a játék végéig tartó idő. Információt tehát csak indokolt esetben szabad adni: ha valakinek segítünk kijátszani egy lapot, vagy segítünk megakadályozni, hogy eldobjon egy pótolhatatlan lapot. Ennek az alapelvnek a betartása segít abban is, hogy a kapott információt is e két elv mentén értelmezzük. 
A Hanabiban a játékosok két féle információt szerezhetnek a kezükben lévő kártyákról:
- Közvetlen információk – ezek azok az információk, amelyeket közvetlenül kapnak meg a kártyáról (pl. ez a lap piros);
- Közvetett / kikövetkeztetett információk – ezek azok az információk, amelyeket a játék kontextusából (a már kijátszott és eldobott lapokból, a játékostársak kezében látott lapokból) lehet kikövetkeztetni, ekkor plusz információkhoz jutunk arról, hogy miért kaptunk egy információt.

Mindkét információ befogadása és – ha az érintett lapot nem játszuk ki azonnal -, későbbre való megjegyzése nagyon fontos. Le is írhatjuk ezeket magunknak, vagy online játék esetén az online játékplatform ki is jelezheti nekünk (a közvetlen információkat).  
Példa 1: ha a játék legelején megjelölünk egy "piros" lapot a következő játékosnál, akkor az a közvetlen információ szerint lehet piros 1, piros 2, piros 3, piros 4 vagy piros 5 lap is. De mivel még nincs piros lap kijátszva, így a játék kontextusából valószínű, hogy az egy piros 1-es, hiszen tanácsot csak lap kiadása vagy lap mentése érdekében adunk csak. Az információ tehát nagy eséllyel a lap kiadására irányuló tipp.
Példa 2: ha a játék legelején megjelölünk egy "5" lapot a következő játékosnál, akkor a játék kontextusából valószínű, hogy az egy lapmentési tipp, hiszen még nincs kijátszott 4-es, így azt a tippet adtuk a játékostársnak, hogy tegye félre a lapot a játék végéig, ne dobja el.

A kapott információt mindig értelmeznünk kell, és ennek megfelelően kell eljárnunk.
Ha pedig egy körben nem tudunk vagy nem kell (lap kiadásával vagy lap mentésével kapcsolatos) tippet adnunk a soron következő játékosnak, és nincs olyan információnk, mely alapján lapot ki tudunk adni, akkor dobjuk el a kezünkből a soron következő Dobólapot.
Arról még később szó lesz, hogy az esetek nagy részében miért nem jó ötlet a következő játékos átugrásával a kettővel utánunk következő (vagy későbbi játékosoknak tippet adnunk).
A lap kijátszására vonatkozó tipp lehet azonnali, vagy lehet halasztott kiadási tipp is.
Az, hogy egy kijátszási tipp azonnali vagy halasztott, a játék kontextusából lehet megtudni. Ha egy információt kapunk, akkor ellenőrizzük, hogy aki a tippet adta, milyen más játékosoknál milyen más lapokat lát, és ez alapján értelmezzük, hogy nekünk milyen céllal adta az információt. 

Például: ha már kijátszották korábban a piros 1-t, és egy játékosnál piros lapot jelölnek meg (a piros 2-t), majd ő megjelöli egy következő játékos piros 3-át (hogy előre értesítse, hogy azt a lapot később ki lehet szintén játszani), akkor az egy halasztott kijátszási tipp. Ha egy játékos ilyen piros tippet kap, de látja, hogy egy másik játékos kezében épp az imént megjelölték a piros 2-t, akkor érti, hogy nála nem piros 2 van, a lapát még nem kell kijátszania addig, amíg a piros 2 kijátszásra nem kerül, és nála vélhetően a piros 3-t jelölték meg. 
Lapmentési információt csak a Dobólapra adjunk.
Hasznos megállapodás, hogy Lapmentési célú információt csak a Dobólap helyén levő lapra adjunk. Minden más esetben, kivéve a játék első néhány körében az 5-s lapokra adott (egyértelműen Lapmentési) tippeket, minden tipp alapértelmezében kijátszási tipp. 
Példa 1: ha a játék elején egy játékosnak nincs kijátszható 1-es lapja, megjelölhetjük az 5-s lapjait Lapmentési tippként.
Példa 2: ha a játék későbbi szakaszában egy játékosnál megjelölünk egy 5-lapot NEM Dobólap pozícióban, akkor azt jó eséllyel Kijátszaási tippként fogja értelmezni és ki fogja adni (ha pl. már van legalább egy 4-es kijátszva). Ha viszont Dobólap helyen levő 5- jelölünk meg, akkor azt Lapmentési tippként fogják értelmezni és nem fogják kiadni.
 

Speciális esetet képvisel, ha egy játékosnál kettő vagy több soron következő Dobólapot is meg kell menteni, ebben célszerű több játékosnak együttműködnie, és pl. két egymás követő játékosnak is a megmentendő lapokkal rendelkező játékosnak tippeket adnia. Két játékos így min. 2 megmetendő lapot meg tud jelölni, mielőtt az érintett játékos sorra kerülne.
Megmentendő lapok:
- minden 5-s lap (hiszen csak 1 db van belőlük, így ha valaki eldobja, már nem lehet maximális pontszám az eredmény),
- az összes olyan 2-3-4-es lap, amiből az egyiket már eldobták (ezt ellenőrizhetjük a dobópakliban),
- a játék korai szakaszában, amikor még nincs minden 1-es kijátszva: az olyan 2-es lapok, melyekből nem látszik senkinek a kezében a másik példány (mivel a 2-esek eldobása jelentősen lelassítja a játékot, és a második 2-es lap esetleges kései előkerülése megakasztja hosszú időre az adott szín kijátszását)

Ha egy megjelölt lappal kapcsolatban bizonytalanok vagyunk, hogy vajon Kijátszási vagy Lapmentési információt kaptunk, inkább ne kockáztassunk, és tartsuk meg addig a lapot, amíg a játék kontextusából vagy további információból biztosak nem leszünk benne.
Információ értelmezésének menete:
- NEM dobólap helyén van? (kivéve korai 5-s tippek) Akkor Kijátszási tipp vagy Halasztott kijátszási tipp lehet, (kontextus függően).
- Dobólap helyén van? Lehet lapmentési vagy kijátszási tipp (kontextus függvényében, ellenőrizni kell).
- Ha bizonytalan vagy, ne játszd ki, várj.

### Egyetlen lap elve
Minden kapott információ értelmezésekor csak egy kártya legyen a fókuszban.
Előfordul, hogy olyan információt kapsz, mely több kártyára is vonatkozik: pl. ez a két lap piros. 
Fontos, hogy tudd, hogy melyik kártya miatt kaptad azt az információt, és az információ szándékát (kijátszani vagy menteni) csak erre az egy lapra értelmezd. Az összes többi lapról csak jegyezd meg az információt, tedd félre őket, de azokra nem vonatkozik a kijátszási vagy megmentési szándék. 
Például ha az információ az, hogy "van két piros kártyád", és megállapítod, hogy az egyik kijátszható, akkor a másik lap egyszerűen csak piros, és NEM "a következő körben kijátszható", vagy "eldobható piros". Minden információ adása csak egy lapra irányul az információt adó szándéka (kiadás vagy mentés) szerint. Kivéve persze, ha a játék menetéből ez egyértelműen következik, pl. mert már a piros 5-t játszottad ki, vagy pl. ugyan a piros 4-es játszottad ki, de látod egy játékostárs kezében a piros 5-t. Ez esetekben a kontextusból tudod, mi a teendőd a másik piros lappal.)
Mi az információ fókusza?
- Dobólap – ha Dobólap is a jelöltek között van (korábban meg nem jelölt, legjobboldalibb lap), akkor első lépésben arra értelmezzük az információt. A Dobólapokra a legtöbbször Lapmentési tippet kapunk. Ha Dobólap nem érintett, akkor:
- minél újabb a lap (minél inkább balra van a kezedben), annál valószínűbb, hogy arra vonatkozik a tipp.  Miért? Mert a régebb óta kezedben levő (jobbra levő) lapokra már korábban kaphattál volna tippeket, de nem kaptál. Ezért a több lapra érvényes tippeket az újabb lapokra, a minél inkább balra levő lapokra értelmezzük első alapelvként.

Például: ha ki van játszva már egy piros 1-es, és kapsz egy információt, hogy a balról második és balról negyedik lapod piros, akkor a balról második lapra vonatkozik – egy vélhetően – Lap Kiadására vonatkozó tipp.

### Jó érintés elve (Good Touch Principle)
Csak olyan kártyákra adj információt, amelyeket később kijátszanak. Ne adj információt olyan kártyákról, amelyeket soha nem fognak már kijátszani (mert már kiadták őket, vagy másnál már meg vannak jelölve)!
Amikor kártyákkal kapcsolatban adunk információt,kövessük a Jó érintés elvét (Good Touch Principle) – vagyis csak olyan kártyákra adjunk információt, amelyeket végül ki fog a partner játszani. Ha valaki olyan kártyát jelöl meg, amely már ki lett játszva, vagy már be lett jelölve valaki más kezében, az egy Rossz érintés (Bad Touch) lenne. A Jó érintés elve egy rendkívül fontos logikai alapelv. Ha mindenki csak valóban hasznos lapokat jelöl meg, a játékosok sokkal könnyebben szűkíthetik a lehetséges értékeket a saját kezükben lévő kártyákról, és hatékonyabban hozhatnak döntéseket.
Például, ha a piros 1 és 2 már ki van játszva, és egy partner kezében megjelölnek két piros lapot, és látja, hogy valaki más kezében már meg van jelölve a piros 5, akkor tudja, hogy mindkét lapot (balról jobbra haladva) kijátszhatja, nem kell gondolkodnia, hogy a második lap kijátszható-e vagy el kell-e dobnia.
Ha bármilyen oknál fogva olyan lap is megjelölésre kerül valaki kezében, ami nem felel meg a Jó érintés elvének, (például több azonos színű 1-est is megjelölnek a kezében), akkor információt kell adni neki erről, még azelőtt, hogy a lapot tévesen kijátszaná.

### Mentési elv (Save Principle) – Ments meg minden fontos kártyát.
Korábban már esett róla szó, hogy a csapatnak bizonyos típusú kártyákat meg kell mentenie Lapmentő információkkal. Ezen túlmenően azonban abban is egyetértünk, hogy minden kijátszható lapot meg kell szereznünk – vagyis nem hagyhatjuk, hogy mások kijátszható lapokat dobjanak el!
Milyen lapokat nem szabad eldobni?
1. Minden 5-ös lapot
2. Egyedi 2-eseket (olyan 2-es, amelynek nincs másik példánya látható helyen)
3. Kritikus lapokat (olyan lapok, amelyekből az összes többi másolat már eldobásra került)
4. Egyedi kijátszható lapokat (olyan kijátszható lap, amelynek nincs másik példánya látható helyen)

Ha egy ilyen lap veszélyben van, akár más szabályok megszegésével is meg kell menteni! Ha egy Jó érintés elvének (Good Touch Principle) megszegése szükséges ahhoz, hogy megmentsünk egy kritikus lapot, akkor azt meg kell tennünk

### Minimális jelzésérték elve (Minimum Clue Value Principle)
Minden információadásnál legalább egy új kártyára vonatkozó információt adj.
Sok kezdő játékos csak akkor dob el lapot, ha már nincs más lehetősége. De ezt nem jó gyakorlat! 
Nem szabad információt adni csak úgy bármelyik kártyára:
1. Lap kijátszására vontkozó információt csak valóban kijátszható lapokra szabad adni (azonnali vagy következő körbe halasztottan).
2. Lapmentő jelzést csak a Mentési elvben (Save Principle) meghatározott fontos lapokra lehet adni.

Ha a játékos nem tud ilyen információt adni, (és nem tud lapoz kijátszani) akkor el KELL dobnia egy lapot, hogy tokent gyűjtsön a csapatnak.

### Sürgető információk
Előfordulhat, hogy egy lap kijátszására vonatkozü információt egy játékos nem ért meg, és a többi játékosok megpróbálja újra megjelölni egy már megjelölt kártyát, jelezve, hogy az adott lap kijátszandó. (pl. egy már fehér színnel megjelölt lapot valaki megjelöli a soron következp 4-es számmal is.) Ezt a fajta jelzést Sürgető információnak (Tempo Clue) nevezzük.
Ez egy olyan Lap kijátszásra ösztönző jelzés , amely nem ad információt egyetlen új lapra sem, így nagyon rossz hatékonyságú, mert két jelzést kell elhasználni egyetlen lap kijátszására. A csapat ezzel duplán pazarolja az információzsetonokat, ami hosszú távon nagy hátrányt jelenthet. A Sürgető tippek NEM javasoltak, vannak más módszerek is (pl. Prompt), mellyel a beragadt lapok megmozgathatóak, jóval hatékonyabban.  
(folyt. köv)

## Áttekintés
A véleményekben kiemelték a kooperatív, kommunikációs és deduktív játékelemek innovatív keverékét, amelyeket egy egyszerű játékmechanizmus révén kapcsolnak össze.